# Spanking Machine
Spanking Machine é o álbum de estreia da banda americana de punk rock Babes in Toyland, lançado em 1990.

## Antecedentes e gravação
O título inicial do álbum foi Swamp Pussy, que mais tarde acabou se tornando a música de abertura do álbum. Mais tarde foi alterado para "Spanking Machine", até chegar em "spanking machine", expirado em um episódio de Leave It to Beaver, intitulado "The Price of Fame".
O álbum foi gravado e produzido pelo músico e produtor de Seattle Jack Endino. em Reciprocal Recording em Seattle, onde outras bandas como Nirvana e Mudhoney gravaram e foi lançado em abril de 1990, pela Twin/Tone Records.
"Dust Cake Boy" foi o primeiro e único single do álbum, lançado pela Sub Pop, como parte de seu clube de singles. Lançado em 1989, foi gravado em 1988, antes das gravações da banda com Jack Endino, no Technisound Studio e produzido por Brian Paulson. O single foi apoiado por "Spit to See the Shine". Um vídeo promocional para a música "He's My Thing" também foi gravado, embora a música nunca tenha sido lançada como single. Gravado durante um show ao vivo no Minneapolis' First Avenue, o videoclipe foi gravado em uma câmera 16 mm, por Mike Etoll.

## Recepção da critíca
| Críticas profissionais | Críticas profissionais |
| Avaliações da crítica  | Avaliações da crítica  |
| Fonte                  | Avaliação              |
| ---------------------- | ---------------------- |
| Allmusic               | [ 3 ]                  |
| Rolling Stone          | [ 4 ]                  |
| Robert Christgau       | C+                     |

Spanking Machine recebeu críticas geralmente positivas dos críticos de música, com Mark Deming do allmusic afirmando:
Spanking Machine soa como um álbum que Courtney Love, faria durante a primeira formação do Hole e que Spanking Machine é um trabalho atraente e poderoso emocionalmente.
Outras bandas interessadas na cena musical underground, mais notavelmente Sonic Youth foram fãs do álbum, tanto que o integrante do Sonic Youth Thurston Moore, convidou a banda para tocar na turnê europeia de 1990 do Sonic Youth. para promover o último álbum da banda, Goo. A banda também se apresentou ao lado de Sonic Youth no Reading Festival, Que foi documentado pelo músico Dave Markey, com o título de 1991: The Year Punk Broke.

## Faixas
Todas as faixas escritas e compostas por Kat Bjelland, exceto onde indicado.. 
| N.º            | Título                                  | Duração |  |
| 1.             | "Swamp Pussy"                           | 2:24    |  |
| 2.             | "He's My Thing"                         | 2:56    |  |
| 3.             | "Vomit Heart"                           | 2:48    |  |
| 4.             | "Never"                                 | 3:16    |  |
| 5.             | "Boto (W) Rap" (Bjelland, Lori Barbero) | 2:31    |  |
| 6.             | "Dogg" (Barbero)                        | 3:53    |  |
| 7.             | "Pain in My Heart"                      | 3:59    |  |
| 8.             | "Lashes"                                | 3:46    |  |
| 9.             | "You're Right"                          | 3:07    |  |
| 10.            | "Dust Cake Boy"                         | 3:31    |  |
| 11.            | "Fork Down Throat"                      | 3:54    |  |
| Duração total: | Duração total:                          | 35:44   |  |

## Créditos
- Kat Bjelland → vocal e guitarra
- Lori Barbero → bateria e vocais de apoio
- Michelle Leon → baixo

### Produção
- Jack Endino → produção e engenharia